# Lista de termos técnicos relacionados à teoria dos grafos
Este glossário contém alguns termos técnicos relacionados com teoria dos grafos.

## A
- adjacent- adjacente
- adjacency matrix representation - representação de matriz de adjacência
- All-Pairs Shortest Paths (APSP)  - não tenho visto tradução para este termo.
- adjacency matrix - matriz de adjacência
- adjacency list - lista de adjacência
- 2-coloring - bicoloração
- adjacent - adjacente
- augmenting - de aumento
- alternating - alternante
- almost every - quase todo

## B
- breadth-first  - busca em largura
- bipartite - bipartido
- bipartition - bipartição
- bishop (in chess) - bispo (do xadrez)
- bridge - ponte

## C
- cage - gaiola
- chess -  xadrez
- chromatic number -  número cromático
- chromatic index - índice cromático
- circuit - circuito, ciclo
- claw - garra
- clique - clique
- clique number - cardinalidade de clique máxima
- coboundary - cofronteira, corte
- colorable - colorível
- coloring - coloração
- complete undirected graph - grafo não-dirigido completo
- connected - conexo
- cost - custo
- cut - corte, cofronteira
- cut edge - ponte
- cycle - ciclo, circuito
- cycle graph - grafo ciclo

## D
- degree -  grau
- Depth-first -   busca em profundidade
- diameter - diâmetro
- directed graph   - grafo dirigido, grafo orientado ou grafo direcionado
- directed graph - digrafo (A palavra digrafo é horrível, mas é cômoda e corresponde bem ao termo digraph em inglês, que já está bastante arraigado.  Alguns autores descuidados tornam as coisas ainda piores ao escrever "dígrafo", com acento; isso não faz sentido algum e deve ser evitado a todo custo.)

## E
- edge - aresta
- edge cover-  cobertura de arestas
- eigenvalue - autovalor
- empty - vazio
- even - par

## F
- finite non-empty set  - conjunto finito não vazio
- forest - floresta

## G
- girth - cintura
- graph - grafo
- graph reprentation - representação gráfica
- grid - grade

## H
- en:Hypergraph - hipergrafo

## I
- independence number - índice de estabilidade
- independent set-  conjunto estável, conjunto independente
- indegree - grau de entrada
- induced - induzido
- isomorphic - isomorfo
- isomorphism - isomorfismo
- isthmus - ponte
- incident - incidente

## K
- king (in chess) - rei (do xadrez)
- knight (in chess) - cavalo (do xadrez)

## L
- length - comprimento
- line graph - grafo das arestas
- lower bound - delimitação (ou cota) inferior

## M
- matching - emparelhamento ou acoplamento
- matching number - cardinalidade de emparelhamento máximo
- maximal -  maximal
- maximum -  máximo
- minimal - minimal
- minimum - mínimo
- Minimum Cost Spanning Tree for Undirected Graphs  - árvores geradoras de custo mínimo para grafos não dirigidos

## N
- neighbor - vizinho
- neighborhood - vizinhança
- null - vazio, nulo

## O
- odd - ímpar
- outdegree - grau de saída

## P
- path - caminho
- pawn (in chess) - peão (do xadrez)
- pivot - pivot
- polygon - circuito

## Q
- queen (in chess)-  dama (do xadrez)

## R
- random graph - grafo aleatório
- rank - posto
- Related Concepts - conceitos relacionados
- rook (in chess) - torre (do xadrez)

## S
- spanning subgraph - subgrafo gerador
- stability number - índice de estabilidade (α)
- stable - estável
- star - estrela
- source - origem
- Shortest Path Problems for Directed Graphs - problemas de caminho mais curto para grafos dirigidos
- shortest path - caminho mais curto

## T
- tree - árvore
- two-colorable - bicolorível
- soft decision tree - "árvore de decisão difusa"

## U
- upper bound - delimitação (ou cota) superior
- undirected graph -  grafos não dirigidos
- unordered - não ordenado

## v
- vertex - vértice
- vertex cover-  cobertura de vértices

## W
- walk - passeio ou caminhada -- Uma caminhada é uma seqüência alternada de vértices e arestas, começando e terminando em um vértice, em que cada aresta é adjacente na seqüência de seus dois pontos finais. Num grafo orientado, a ordenação dos pontos de extremidade de cada aresta na sequência deve ser consistente com a direção da aresta. Algumas fontes chamam de trilha do caminho, enquanto outros reservam o termo "caminho" para um caminho simples (uma caminhada sem vértices ou arestas repetidas).

- weighted graph - grafo ponderado ou grafo valorado